# Piteå HC
Piteå HC – szwedzki klub hokeja na lodzie z siedzibą w Piteå.